# 名古屋鉄道デセホ700形電車
名古屋鉄道デセホ700形電車（なごやてつどうデセホ700がたでんしゃ）は、現・名古屋鉄道（名鉄）の前身事業者である旧・名古屋鉄道が、1927年（昭和2年）より導入した電車である。
同時期に導入されたデボ650形が従来車と同様に木造車体を採用したのに対して、デセホ700形は構体主要部分を普通鋼製とした半鋼製車体を旧・名古屋鉄道の保有車両として初めて採用した。翌1928年（昭和3年）にはデセホ700形の改良型と位置付けられるデセホ750形電車が導入された。
デセホ700形およびデセホ750形は、後年の現・名鉄成立に伴って実施された形式称号改訂に際してモ700形およびモ750形と形式称号を改め、モ700形は1998年（平成10年）まで、モ750形は2001年（平成13年）まで、それぞれ最長70年以上にわたって運用された。
本項では、デセホ700形およびデセホ750形の両形式について詳述する。

## 導入経緯
旧・名古屋鉄道は、輸送力増強を目的として、名古屋電気鉄道当時より継続的に導入した1500形に代わる新型車両の導入を計画した。1926年（大正15年）度中に新製された20両の新型車両のうち、デボ650形として落成した15両は従来車である1500形の設計を継承した木造車として設計された。残る5両については旧・名古屋鉄道の保有車両としては初となる半鋼製車体を採用する新規設計車両として落成し、この半鋼製車5両はデセホ700形701 - 705と別形式に区分された。
デセホ700形の設計・製造は、従来旧・名古屋鉄道の車両製造を担当した名古屋電車製作所ではなく日本車輌製造本店が担当し、以降デセホ750形ほか後継形式を含め、旧・名古屋鉄道およびその後身の名岐鉄道の保有車両の新製を全て日本車輌製造が担当する端緒となった。
デセホ700形701 - 705は1927年（昭和2年）2月23日付でデボ650形15両とともに車両新造使用願（発第928号）が管轄省庁へ提出され、同年3月31日付で車両設計認可（監第719号）を得て、同年4月より運用を開始した。その後、同年11月にデセホ706 - デセホ710が増備された。翌1928年（昭和3年）11月にはデセホ700形を一部設計変更した改良型のデセホ750形751 - 758が、1929年（昭和4年）2月にデセホ759・デセホ760がそれぞれ新製され、両形式で各10両、合計20両が導入された。

## 仕様
デセホ700形・デセホ750形の両形式は車体・主要機器ともほぼ同一の設計を採用するが、細部には相違点が存在する。

### 車体
前述の通り、構体主要部分を普通鋼製とした車体長14,262 mm・車体幅2,400 mmの半鋼製車体を備える。深い丸屋根構造や腰板部の天地寸法を大きく取った腰高な窓位置、リベット組立工法を採用したことによる外板部に多数露出したリベットの存在などから、その外観は「堅牢さを第一に設計された黎明期の半鋼製車両の典型」と評される。
前後妻面に運転台を備える両運転台仕様で、前後妻面とも貫通扉を持たない非貫通構造の丸妻形状を採用、妻面には3枚の前面窓を配置した。前照灯は白熱灯式のものを中央窓下腰板部へ前後各1灯設置した。
側面はデボ650形を含む従来車と同様に客用扉を片側3箇所設けるが、従来車が両端扉を両開構造の引扉としていたのに対して、3箇所の客用扉全てを914 mm幅の片開構造の引扉で統一した点が異なる。また、戸袋窓も他の側窓と同一形状とし、従来車のように丸窓構造とはなっていない。客用扉の下部には内蔵型の乗降用ステップが設置され、客用扉下端部が車内床面よりも引き下げられている。その他、客用扉周辺の車体裾部は軌条面に対して大きく引き下げられた裾下がり形状となっているが、デセホ750形はデセホ700形と比較して裾下がりが小さいことが外観上の相違点である。
客用扉は開閉ラッチ付の手動開閉扉を標準仕様とするが、デセホ750形759・760のみは落成当初より戸閉器（ドアエンジン）を搭載し、旧・名古屋鉄道初の自動扉仕様車となった。
妻面および側面の全ての開閉可能窓は一段下降式（落とし窓構造）とし、前後端部の乗務員用小窓を除く側窓下部には保護棒が設置された。乗務員用小窓幅は382 mm、側窓幅は698 mm、窓間柱幅は64 mmである。側面窓配置は1 D 6 D 6 D 1（D：客用扉）で、従来車と同様に乗務員扉は設置されていない。車内座席はロングシート仕様で、車内照明として白熱灯を天井部に1両あたり10個設置した。

### 主要機器

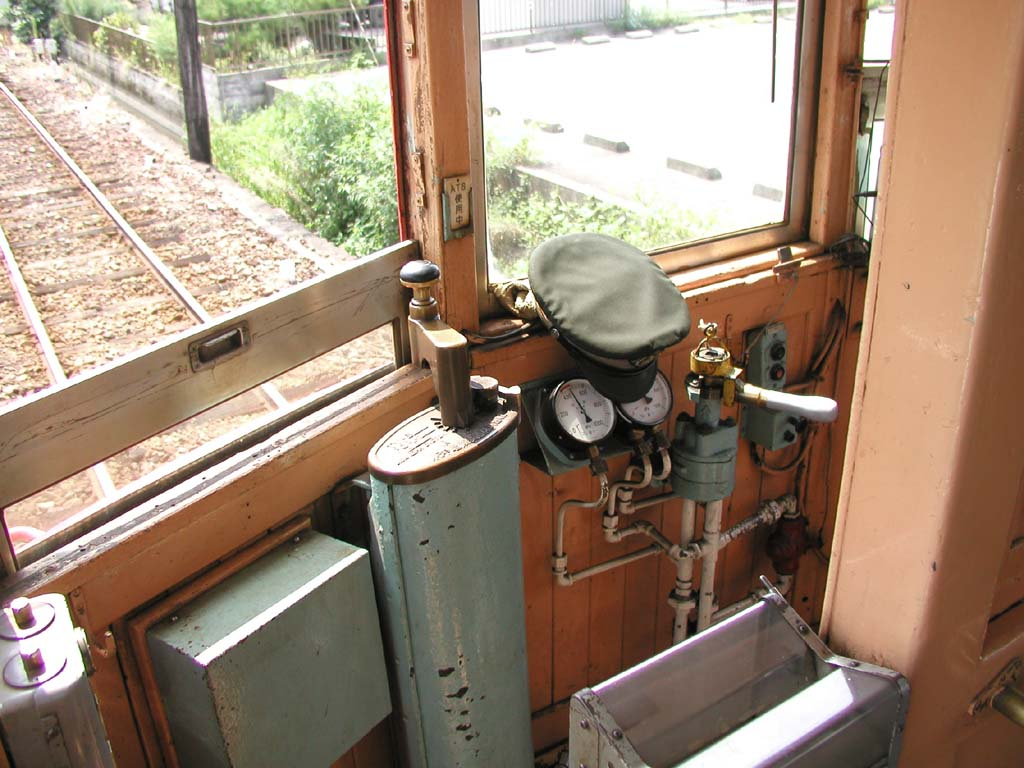
モ750形755の運転台（2001年）

主要機器についてはデボ650形と概ね同一機種を採用した。
制御装置は、イングリッシュ・エレクトリック (EE) 社の前身事業者の一つであるディック・カー・アンド・カンパニーが開発した「デッカーシステム」と通称される電動カム軸式間接自動加速制御器を日本国内にてライセンス生産した東洋電機製造ES-155を採用した。主電動機も同じく東洋電機製造がEE社の国内製造ライセンスを得て製造したTDK-516-A直流直巻電動機（端子電圧500 V時定格出力70 PS≒52.2 kW）を採用、1両あたり4基搭載した。駆動方式は吊り掛け式で、歯車比は2.65 (61:23) に設定された。なお、デセホ750形については実際に実装されなかったものの、落成当初より弱め界磁制御の準備工事が施されていた。
台車はいずれもアメリカ・ボールドウィン・ロコモティブ・ワークス (BLW) 社が設計・製造したボールドウィンA形台車を原設計とする形鋼組立形の釣り合い梁式台車で、デセホ701 - デセホ705が「日車ボールドウィン」と通称される日本車輌製造製の台車を、デセホ706 - デセホ710が住友製鋼所ST-43を、デセホ750形全車が住友製鋼所ST-56をそれぞれ装着する。デセホ750形が装着するST-56台車は車輪径が若干小径化され、そのため低速域の加速性能がデセホ700形より若干向上した。この車輪径の相違は後年の改造により両形式で統一され、差異は消滅した。
制動装置はSME非常弁付三管式直通ブレーキを常用制動として採用、手用制動を併設した。
集電装置は従来車と同様に、トロリーポールを屋根上に前後各1基、菱形パンタグラフを屋根上中央部に1基、併設して搭載した。これは旧・名古屋鉄道の押切町 - 柳橋間は名古屋市電との併用区間となっており、主に同区間の走行時においてトロリーポールを用いるためである。
その他、連結器はデセホ701 - デセホ705においてウェスティングハウス・エア・ブレーキ (WABCO) 製のK-1-A密着連結器を試験的に採用したが、後に増備されたデセホ706 - デセホ710およびデセホ750形は落成当初より一般的な並形自動連結器を採用、デセホ701 - デセホ705についても後年並形自動連結器へ交換された。

## 運用
デセホ700形・デセホ750形とも落成後はデボ650形など同一性能の木造車各形式と混用され、普通列車運用から急行列車運用まで幅広く充当された。前述の通り、デセホ750形759・760については落成当初より自動扉仕様であったが、1931年（昭和6年）にデセホ758が自動扉仕様に改造され、自動扉仕様車は計3両となった。

### お召し列車への充当

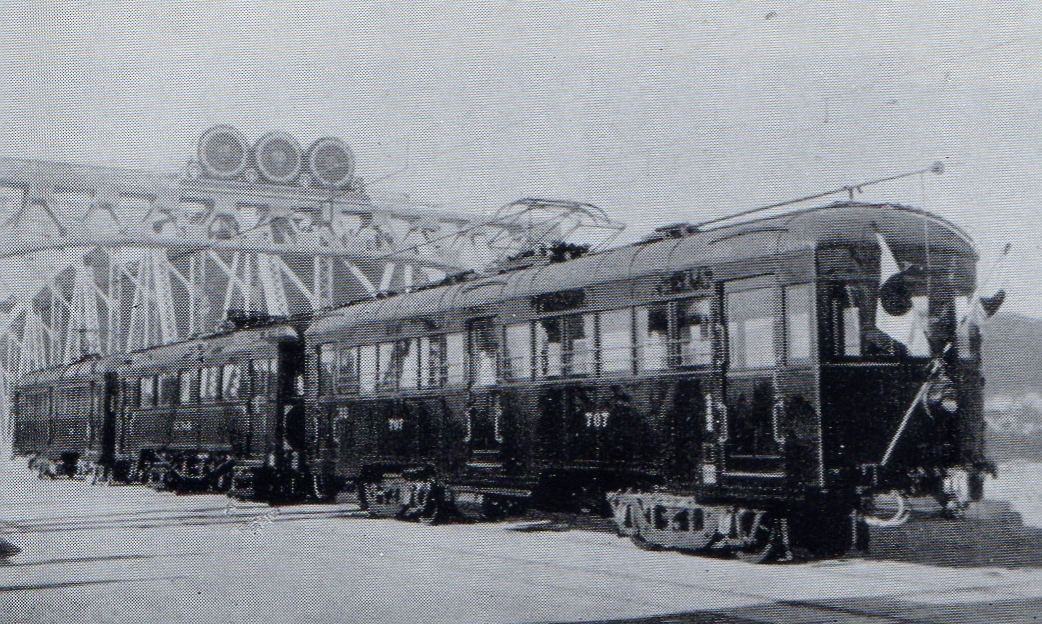
デセホ706・トク3・デセホ707によるお召列車運用

1927年（昭和2年）11月に開催された陸軍特別大演習の視察のため昭和天皇が名古屋地方を訪れ、名古屋から犬山地区への行幸に際して、旧・名古屋鉄道の押切町 - 犬山橋（現・犬山遊園）間においてお召し列車が運行されることとなった。今上天皇が行幸に際して国有鉄道ではなく地方私鉄を利用するのは史上初のことであり、現・名古屋鉄道（名鉄）発行の社史『名古屋鉄道社史』はこのお召し列車運行を「破格の栄光に浴した」と自評している。
このお召し列車運行に際しては、同年10月に竣功したばかりのデセホ706・デセホ707の2両が充当された。同2両は動力車兼控車として用いられ、編成中間に貴賓車トク3（SC No.III）を御料車に改装した専用車両（付随車扱い）を連結し、お召し列車は3両編成で運行された。11月2日には本番と同じ運行ダイヤにて試運転が実施され、当時の旧・名古屋鉄道は2両編成以上の定期列車の運行実績がなかったことから、特に制動装置の動作などが念入りに確認された。
11月20日のお召し列車運行当日は、押切町 - 犬山橋間において1往復が運行され、全行程にて当時の旧・名古屋鉄道社長である上遠野富之助が先導を務めた。その他役員以下全ての本社勤務の従業員が動員され、沿線警備などにあたった。

### 鉄道省高山線への乗り入れ運用
鉄道省高山線（現・高山本線）の下呂延伸に際して、旧・名古屋鉄道は日本三名泉の一つに数えられた下呂温泉の観光開発の一環として高山線への直通運転を計画、1932年（昭和7年）5月に鵜沼 - 下呂間の直通運転認可を管轄省庁へ申請し、同年9月に認可された。
それを受け、同年10月1日にデセホ700形2両を用いて鉄道省客車列車との併結・試運転を実施、成績が良好であったことから同月8日より柳橋 - 新鵜沼 - 下呂間にて直通特急列車の運行を開始した。運行開始に先立って、デセホ750形755・756の2両を専用車両に選定、車内の中央部客用扉より半室を畳敷き仕様に改装し、「畳敷御座敷列車」として宣伝を行った。この直通列車は後年キハ8000系を用いて運行が開始された直通急行列車「たかやま」（後の特急「北アルプス」）の前身ともいうべき存在であった。
翌1933年（昭和8年）10月より、直通専用車両が車内トイレ付のデボ250形に変更され、デセホ750形755・756は車内を原形に復旧して一般列車運用に転用された。
その後、1940年（昭和15年）10月より直通車両が鉄道省保有のオハフ14100形客車2両に変更され、同時に運行区間が下呂以北富山まで延長された。運行形態変更に伴ってモ707 - モ710の4両が名鉄線内の客車牽引車両に指定され、名鉄線内においては客車2両をモ700形2両で牽引する4両編成で運行された。この乗り入れ列車は太平洋戦争の戦局悪化に伴って1941年（昭和16年）に廃止となるまで運行が継続された。

### 現・名鉄発足後の動向
旧・名古屋鉄道は1930年（昭和5年）8月の名岐鉄道への社名変更を経て、1935年（昭和10年）8月に愛知電気鉄道（愛電）と対等合併し、現・名古屋鉄道（名鉄）が発足した。現・名鉄発足後の1941年（昭和16年）2月に実施された形式称号改訂に際しては、デセホ700形はモ700形へ、デセホ750形はモ750形へ、それぞれ車両番号は変更せず形式称号のみが変更された。
その後、旧名岐区間（通称「西部線」）と旧愛電区間（通称「東部線」）を直結する連絡線建設の過程で、1941年（昭和16年）8月12日に先行開業区間として東枇杷島 - 新名古屋（現・名鉄名古屋）間が開通した。それに伴って東枇杷島 - 押切町間の従来線は前日11日をもって廃止され、押切町 - 柳橋間の名古屋市電との線路共用も解消した。これにより、モ700形・モ750形を含む西部線所属の全車両を対象に、不要となったトロリーポールの撤去に加えて、パンタグラフを中央部から車端部へ、前照灯を窓下幕板部から屋根部へそれぞれ移設する改造が一斉に実施された。
戦前から戦中にかけてのモ700形・モ750形は、一貫して名岐線（現・名古屋本線の一部）および犬山線といった西部線の幹線系統に所属した。また、自動扉仕様であったモ750形758 - 760は、1944年（昭和19年）3月に全車戸閉器を撤去して手動扉仕様に改造された。
終戦後、モ700形706 - 709の4両が進駐軍専用車両に指定された。うちモ708・モ709については車体塗装を茶色地に白帯に変更し、側面窓下に「ALLIED PERSONNEL ONLY」の表記が追加され、車内整備などを実施して1951年（昭和26年）頃まで各務原線において運行された。

### 西部線の架線電圧昇圧に伴う転属
1948年（昭和23年）5月12日に西部線に属する主要路線の架線電圧を従来の直流600 Vから同1,500Vに昇圧する工事が完成し、同年5月16日より金山橋（現・金山）を境とした運行系統分断を解消して東西直通運転が開始された。これにより、従来西部線に所属した一部形式については昇圧対応改造が実施されたが、モ700形・モ750形は改造対象から外れ、架線電圧が600 Vのまま存置された支線区への転属が決定した。モ700形は各務原線系統へ、モ750形は犬山地区の支線区（小牧線・広見線）へそれぞれ全車転属した。
各務原線におけるモ700形は、当初モ701 - モ705がク2260形2261 - 2265と車両番号末尾を揃えた2両編成を組成し、モ706 - モ710については特定の車両と編成せず増結用車両として運用された。その後、1960年（昭和35年）12月にモ703が犬山地区へ転属し、残る9両についてはモ701・モ704がク2190形2191・2192と、モ705がク2265と、モ706がク2130形2131と、モ710がク2090形2091とそれぞれ編成を組成し、残るモ707 - モ709を増結用車両として運用した。
各務原線は1964年（昭和39年）3月に架線電圧の1,500 V昇圧が実施され、それに伴ってモ700形のうちモ702は瀬戸線へ、モ703・モ704の2両は犬山地区へそれぞれ転属し、モ701・モ705・モ707 - モ710の6両については余剰廃車となった。同6両はいずれも解体処分を免れ、モ701・モ705は福井鉄道へ、モ707 - モ710は北陸鉄道へそれぞれ譲渡された。なお、モ706は1964年（昭和39年）2月に発生した新川工場火災において被災焼失し、同年4月に廃車となった。
一方、小牧線・広見線におけるモ750形は、モ600形・モ650形など各形式とともに、主に単行もしくは同形式同士のMM編成で運用された。モ760は前述したモ706と同様に新川工場火災において被災焼失し、1964年（昭和39年）4月に廃車となったが、同時期には上記各務原線の架線電圧昇圧に際して転属したモ700形703・704が加わり、両形式合計11両が犬山地区の支線区における主力車両として運用された。
その後、犬山地区の各支線区についても架線電圧の1,500 V昇圧が段階的に進められ、1964年（昭和39年）10月の小牧線の昇圧工事完成に際してはモ700形704およびモ750形754・758・759の計4両が瀬戸線へ転属した。翌1965年（昭和40年）3月の広見線の昇圧工事完成に際してはモ700形703およびモ750形751 - 753・755 - 757の計9両が同じく瀬戸線へ転属し、モ700形・モ750形の両形式は西部線系統の支線区における運用から撤退した。

### 瀬戸線および揖斐線系統における運用
前述の通り、モ700形702 - 704、およびモ750形751 - 759の計12両全車が瀬戸線へ集約された。モ750形については転属に際して台車の換装が実施され、モ751はモ600形（初代）607より発生した住友製鋼所ST-2台車を、モ752 - モ759はモ650形などから発生した日車ボールドウィン形台車をそれぞれ装着し、モ750形から捻出されたST-56台車は、3730系ク2730形の新製に際して転用された。
その後、1965年（昭和40年）11月から翌1966年（昭和41年）2月にかけて瀬戸線にモ900形などが投入されるのに合わせ、モ750形752・753・756・757の計4両が、揖斐線系統所属の木造車置換のため1965年10月から1966年3月にかけて順次岐阜地区に転属した。転属時はそれまでの走行機器を取り外し、代替廃車となったモ200形などからの発生品を流用した主電動機・制御装置へと換装されている。制御装置は電空単位スイッチ式間接非自動加速制御器（HL制御器）に、主電動機はウェスティングハウス・エレクトリック (WH) 製のWH-546-J直流直巻電動機（端子電圧600 V時定格出力48.49 kW、歯車比69:18 = 3.83）にそれぞれ換装され、瀬戸線に残留した他の車両とは全く性能の異なる車両となった。またこの際、モ751が装着したST-2台車をモ901（2代）の竣功に際して転用するため、モ757が従来装着した日車ボールドウィン形台車をモ751へ転用し、モ757は別途発生した日車ボールドウィン形台車を装着の上で揖斐線系統へ転属している。
瀬戸線に残留したモ700形702 - 704、およびモ750形751・754・755・758・759は、ク2100形、ク2190形、ク2320形など制御車各形式と編成を組成した。瀬戸線においては2両編成での運用が常態化していたことから、モ700形全車およびモ750形751・754の計5両については1967年（昭和42年）3月以降に連結面側の運転台機器を撤去する片運転台化改造が順次施工された。同時期にはモ700形全車およびモ750形751・758・759の車内照明が蛍光灯化された。
一方、揖斐線系統へ転属したモ750形752・753・756・757のうち、モ752・モ753・モ756の3両については1969年（昭和44年）10月にモ600形（2代）新製に伴う主電動機の転用に関連して電装を解除され、制御車ク2150形（3代）2151 - 2153と形式称号および記号番号を改めた（車番はク2151・ク2152が3代、ク2153が2代）。ク2150形（3代）は黒野寄り運転台にHL主幹制御器を、忠節寄り運転台にはデッカー型 (AL) 主幹制御器をそれぞれ備え、HL車・AL車どちらとも併結可能な構造に改められた。
しかし、車両運用上の都合からク2151（3代）は同年12月に再び電動車に改造されて旧番のモ752へ戻され、同時にク2153（2代）をク2151（4代）へ改番し、空番を解消した。翌1970年（昭和45年）7月27日付でモ757とク2152（3代）が廃車となったが、ク2152（3代）については書類上は旧番のモ753として除籍された扱いが取られている。
その後、1973年（昭和48年）8月に瀬戸線の車両体質改善目的で3700系が幹線系統より瀬戸線へ転属したことに伴って、余剰となったモ704・モ751・モ754・モ755・モ758の5両が揖斐線系統へ転属した。この際モ754は片運転台仕様で存置されたが、モ751は両運転台車に復元され、先に揖斐線に転属して唯一電動車のまま残存していたモ752は、制御装置を元来のES-155へ換装してAL制御仕様に復し、転属車に合わせてパンタグラフを忠節向きに移設した。残るモ702・モ703・モ759は同年7月までに客用扉の自動扉化が施工されて継続運用されたが、1978年（昭和53年）3月の瀬戸線の架線電圧1,500 V昇圧工事完成に伴って同3両も揖斐線系統へ転属し、両形式全車が揖斐線系統へ集約された。なお揖斐線系統への転属に際しては、全車とも主電動機をTDK-516-AからWH-546-Jへ換装している。この結果、揖斐線系統への集約後の両形式は全車性能が統一された。
ク2151（4代）については、1973年（昭和48年）11月に黒野寄り運転台の主幹制御器をデッカー型 (AL) に交換してAL車専用の制御車となったのち、1978年（昭和53年）10月2日付で除籍され、ク2150形（3代）は形式消滅した。

### 揖斐線系統への集約
以上の変遷を経て、最終的にモ700形702 - 704の3両、およびモ750形751・752・754・755・758・759の6両、計9両が揖斐線系統へ集約され、同時期に転属したク2320形とともに従来揖斐線系統に在籍した雑多な旧型車を代替して車種の統一が図られた。
これら9両は1973年（昭和48年）から1978年（昭和53年）にかけて、全車を対象に客用扉の自動扉化・前照灯の定電圧装置付シールドビーム化・前面ワイパーの自動化が施工された。その他、1970年代半ば頃に名鉄の保有する鉄道車両の標準塗装をスカーレット1色とする方針が定められたことから、それまでの一般車標準塗装であるダークグリーン1色塗りからの車体塗色変更が、瀬戸線在籍当時に塗装変更済みであったモ702以外の全車についても順次実施され、1979年（昭和54年）のモ759をもって完了した。
1980年代以降、名鉄は経営合理化の一環として利用客数の少ない鉄道線区について順次ワンマン運転方式を導入した。1984年（昭和59年）10月より、揖斐線系統のうち閑散区間であった揖斐線の末端区間（黒野 - 本揖斐間）、および谷汲線全線（黒野 - 谷汲間）の運行列車をワンマン化することとなり、モ750形の両運転台仕様車の中からモ752・モ755・モ758・モ759の4両を対象に列車無線の搭載・車外バックミラーの新設・車内料金箱および整理券発行機の新設などワンマン運転対応工事が実施された。1987年（昭和62年）6月よりワンマン運転区間は揖斐線全線に拡大され、モ751が追加でワンマン運転対応工事を施工された。
上記ワンマン運転対応工事と前後して、1982年（昭和57年）よりモ750形を対象に窓枠のアルミサッシ化が施工され、1986年（昭和61年）までに全車完了した。また、同時期にはモ700形・モ750形両形式を対象に従来木製であった客用扉の鋼製扉への交換も順次実施された。その他、屋根外周への雨樋の新設のほか、一部車両については老朽化した外板の張替えが施工された。
上記の変遷を経て、モ700形3両およびモ750形754の計4両がツーマン・片運転台仕様で存置されたが、1992年（平成4年）12月28日付でモ702が廃車となったため、その運転機器を流用してモ754の両運転台化改造が施工され、同時にワンマン運転対応工事も施工されて1993年（平成5年）7月に竣功した。この結果、モ750形は全車とも両運転台・ワンマン仕様で統一された。

### 退役
運用線区は末端ローカル支線区に限定されていたものの、落成から70年以上を経過した平成年代まで運用された両形式であったが、揖斐線系統における車両近代化を目的として1997年（平成9年）から1998年（平成10年）にかけて新製されたモ780形に代替され、1998年（平成10年）4月5日にモ703とモ704のさよなら運転が行われ（当日モ703はモ758、モ704はモ752と編成を組んだ）、4月13日付でモ700形703・704およびモ750形752・758・759の計5両が除籍された。この結果、モ700形は形式消滅となった。
残るモ750形751・754・755の3両については、揖斐線黒野 - 本揖斐間および谷汲線用車両としてその後も継続運用された。これは両路線の末端区間は架線の電圧降下が激しく、特に谷汲線谷汲付近の連続上り勾配区間は力行時に架線電圧が定格の半減以下に降下する場合があることから、両区間の運用は劣悪な電力環境下でも走行可能な特性を持つ直流電動機を搭載する車両に限定されたことによる。
その後、揖斐線黒野 - 本揖斐間および谷汲線全線は2001年（平成13年）10月1日付で廃線となり、用途を失ったモ750形751・754・755は同年12月11日付で全車除籍され、モ750形も形式消滅となった。

## 譲渡車両
名鉄において廃車となったモ700形・モ750形のうち、各務原線の架線電圧昇圧に伴って1964年（昭和39年）に余剰廃車となったモ700形701・705・707 - 710の6両のみが地方私鉄への譲渡対象となった。モ701・モ705は福井鉄道へ、モ707 - モ710は北陸鉄道へそれぞれ譲渡され、前者はモハ140形（初代）141・142、後者はモハ3700形3701 - 3704の形式称号・記号番号がそれぞれ付与された。
福井鉄道モハ141・モハ142は後年同じく名鉄より譲渡されたモ900形（2代目モハ140形）に代替され、1979年（昭和54年）に廃車となった。北陸鉄道モハ3700形は1980年（昭和55年）の同社能美線廃止によって用途を失い、長期間休車となったのち1986年（昭和61年）4月に全廃となった。

## 保存車両
最後まで残存したモ750形3両は、廃車後いずれも何らかの形で再利用された。モ751は岐阜県内においてパン屋「手づくりパン 歩絵夢（ポエム）」の店舗として活用され、モ754は車体を中央扉付近で約半分に切断し車体塗装を瀬戸線在籍当時の緑色に復元した上で愛知県瀬戸市の瀬戸蔵ミュージアムにて、モ755は現役最末期そのままの状態で谷汲駅跡にて、それぞれ静態保存されている。このうちモ755は谷汲駅の運営に係るボランティア団体「庭箱鉄道」により、毎年秋に行われる「赤い電車まつり」の一環として、車両移動機によって駅構内にて牽引走行されている。